# Малем-Ниани
Малем-Ниани (фр. Malem Niani) — город и коммуна в центральной части Сенегала, на территории области Тамбакунда. Входит в состав департамента Кумпентум.

## Географическое положение
Город находится в западной части области, вблизи одноимённого заповедника, на расстоянии приблизительно 329 километров к востоку-юго-востоку (ESE) от столицы страны Дакара. Абсолютная высота — 36 метров над уровнем моря.

## Население
По оценочным данным Национального агентства статистики и демографии Сенегала (Agence nationale de la statistique et de la démographie) численность населения Кумпентума в 2009 году составляла 2408 человек, из которых мужчины составляли 49,9 %, женщины — соответственно 50,1 %.

## Транспорт
В городе расположена железнодорожная станция. Ближайший аэропорт расположен в городе Тамбакунда.